# Jedle křivolistá
Jedle křivolistá (Abies recurvata) je jehličnatý strom z čeledi borovicovité, z rodu jedlí, domovem v Číně a Tibetu.

## Popis
Stálezelený, jehličnatý strom, dorůstající v dospělosti 40–60 m. Koruna pyramidální, později seshora zploštělá. Borka zpočátku hladká a šedá, později tmavě šedá, hrubá a vločkovitě rozbrázděná. Letorosty žluté, později hnědnoucí. Jehlice světle zelené, 1–3 cm dlouhé a 2,5–3,5 mm široké, z horní strany větví zakřivené (výjimkou je varieta ernestii, u které jehlice zakřivené nejsou). Samčí šištice žluté. Šišky purpurové, později purpurově hnědé, vejčitě válcovité, 4–8 cm dlouhé a 2,5–4 cm široké, často tvořící shluky.

## Příbuznost
Abies recurvata se vyskytuje ve dvou varietách: 1. Abies recurvata varieta recurvata; 2. Abies recurvata varieta ernestii. Abies recurvata je též blízce příbuzná s jedlí Abies delavayi.

## Výskyt
Domovinou stromu je Čína – provincie S’-čchuan – okres Songpan (zde strom roste kolem řeky Min, odtud získal často používaný název jedle Min), provincie Jün-nan, provincie Kan-su; a Tibet (Xizang či česky Tibetská autonomní oblast).

## Ekologie
Strom roste v nadmořských výškách 2300–3600 m, v chladných klimatických podmínkách. Půda v místě výskytu stromu je tvořena šedohnědým horským podzolem, vlhkým a především s kyselou, ale i neutrální půdní reakcí (nejlepší půdní pH je kolem 5, to znamená kyselé). Mrazuvzdorný do přibližně minus 20 °C. Strom patří mezi nejméně náročné na světlo, dokáže růst trvale ve stínu. Na znečištění ovzduší je ovšem citlivý, nesnáší znečištění.

## Využití člověkem
Tvrdé dřevo jedle křivolisté je v západní Číně používáno ve stavebnictví a tesařství. Pro přílišné kácení je strom řazen do kategorie IUCN jako zranitelný, jeho populace klesá, v západní Číně byl již čínskou vládou vyhlášen zákaz kácení tohoto stromu. Pravděpodobná budoucí rizika představují také kyselý déšť a klimatické změny.